# Melanella conoidea
Melanella conoidea är en snäckart som först beskrevs av Kurtz och William Stimpson 1851.  Melanella conoidea ingår i släktet Melanella och familjen Eulimidae. Inga underarter finns listade i Catalogue of Life.

## Bildgalleri

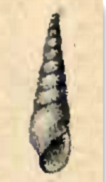